# کورتکوف دوژه
کورتکوف دوژه (به لهستانی:  Korytków Duży) یک روستا در لهستان است که در گمینا بیوگورای واقع شده‌است. کورتکوف دوژه  ۶۸۳ نفر جمعیت دارد.